# Begoniaceae
Famille
Les Bégoniacées (Begoniaceae C.Agardh) sont une famille de plantes dicotylédones. Ce sont le plus souvent des plantes herbacées, généralement succulentes, pérennes, souvent tubéreuses, des régions subtropicales à tropicales, principalement en Amérique tropicale. Elles sont divisées en 2 genres très inégaux : le genre Begonia, qui compte plus de 2000 espèces en 2021, nombre qui s'accroit chaque année d'une vingtaine de nouvelles descriptions, et le genre Hillebrandia qui n'est représenté que par une seule espèce hawaïenne, Hillebrandia sandwicensis.

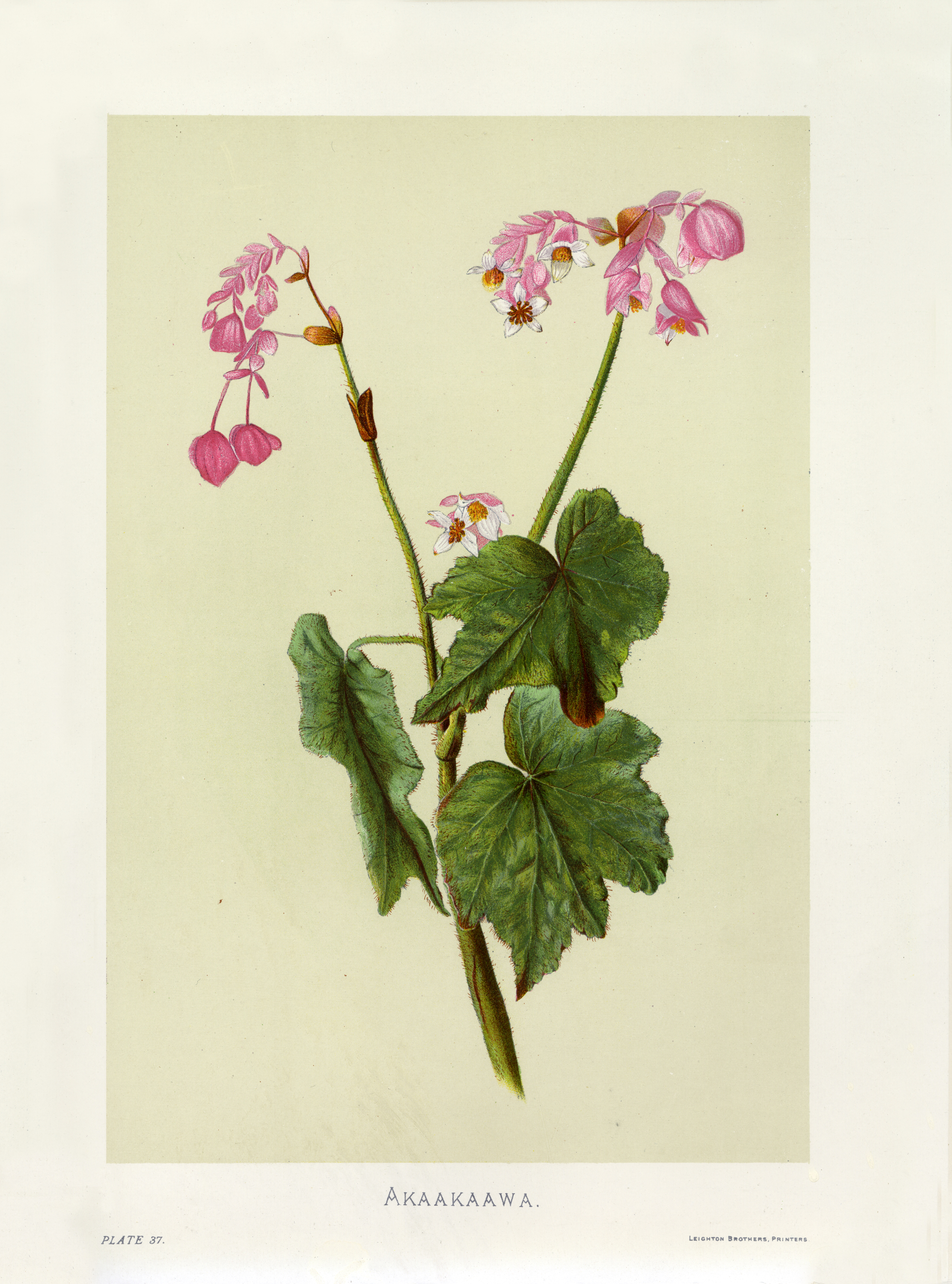
Hillebrandia sandwicensis, seule bégoniacée à ne pas faire partie des bégonias.

Le genre Begonia, déjà naturellement très varié, a donné, par sélection horticole ou hybridation, un grand nombre de variétés cultivées surtout pour l'intérêt ornemental de leurs fleurs ou du feuillage.

## Étymologie
Le nom vient du genre Begonia, donné au XVIIe siècle à une plante originaire des Antilles par le père Charles Plumier, un botaniste français. Il l'avait choisi en hommage à Michel Bégon (1638–1710) qui fut gouverneur de Saint-Domingue (1680) puis Intendant de la Marine à Rochefort (1688). Ceci explique également le choix de cette ville française de Charente-Maritime pour héberger le Conservatoire national du bégonia, rue Charles Plumier.

## Classification
En classification phylogénétique APG III (2009) et classification phylogénétique APG IV (2016), la famille des Begoniaceae fait partie de l'ordre des Cucurbitales, clade des Fabidées qui fait partie de celui des Rosidées et des Dicotylédones vraies, au sein des Angiospermes.  
Les genres Semibegoniella et Begoniella sont regroupés dans le genre Begonia, de même que les 13 espèces de Symbegonia qui sont toutes originaires de Nouvelle-Guinée.
En classification classique de Cronquist (1981), la famille des Begoniaceae fait partie de l'ordre des Violales, sous-classe des Dilleniidae et elle était considérée comme proche des Loasacées.
Dans la classification de Dahlgren 1975-1989, Begoniacae fait partie de l'ordre des Violales, dans les Violiflorae.

### Liste des genres
Selon Catalogue of Life (20 novembre 2020), World Checklist of Selected Plant Families (WCSP) (20 novembre 2020) et NCBI (20 novembre 2020):
- Begonia L., 1753
- Hillebrandia Oliv., 1866